# Le Sambuc
Le Sambuc je vesnice v Provence, v jihovýchodní Francii. V současné době zde žije přes 530 obyvatel.

## Geografie

### Přístup
Vesnička Le Sambuc se nachází na jihovýchodě města Arles, mezi řekou Rhôna a rybníkem Vaccarès, v říční deltě Camargue. Hlavním přístupem z Arles je silnice číslo 362.

### Vodstvo
Le Sambuc je na východě napojen na Grand Rhône. Vesnici obklopuje mnoho močálů a rybníků.

## Služby

### Vzdělávání
Ve vesnici se nachází mateřská a základní škola. Ve svém studiu mohou žáci pokračovat na škole v Arles.

### Veřejná doprava
Le Sambuc je spojen s centrem Arles linkou "Agglo 10", vedoucí z Lamartine do Salin-de-Giraud.

## Hospodářství

### Zemědělství
Hlavní ekonomická aktivita vesnice je spojena se zemědělstvím – pěstuje se zde převážně ovoce (jablka, broskve), ale také rýže.

### Turistika
Hlavními turistickými lákadly je dodržování místních tradic (pořádání různých průvodů), ale také konání různých festivalů a oslav svátků.

### Významná místa a památky
- Kostel narození panny Marie v Sambuc
- Sambucká aréna, slavnostně otevřena 14. červenec 2014